# Капітан-лейтенант
Капіта́н-лейтенант (лат. capitaneus — воєначальник, від лат. caput — голова; а також фр. lieu tenant — заступник, від lieu — місце і tenant — посідає) — найстарше з військових звань молодших офіцерів Військово-Морських Сил Збройних Сил України, а також деяких інших країн. В сухопутних військах відповідає військовому званню капітан.
Звання капітан-лейтенанта вище старшого лейтенанта і нижче капітана 3 рангу.
Також історичне звання в сухопутних силах Російської імперії і деяких інших держав.

## Військово-морські сили

### Московське царство і Російська імперія
Чин капітан-лейтенанта рангу існував на флоті в період 1713—1884 та з 9 червня 1909 до 6 грудня 1911 року. Був введений царем Петром Олексійовичем. Чин увійшов до Морського статуту 1720 року, та у Табель про ранги 1722 року.
Згідно табелю про ранги, капітан-лейтенант у 1798—1884 роках відносився до IX класу, та відповідав капітанському та ротмістерському чинам у сухопутних силах та титулярному раднику цивільної служби.
Після відновлення у 1909 році, капітан-лейтенант став відноситися до VIII класу, та відповідав капітанському та ротмістерському чинам у сухопутних силах (їх підняли у чині у 1884 році) та колезькому асесору цивільної служби.
Знаки розрізнення капітан-лейтенанта на час припинення його існування виглядали як погони з двома просвітами, на кожному з яких було по дві п'ятипроменеві зірочки.

### СРСР
Після скасування персональних військових звань, в Радянській Росії (а з 1922 року в СРСР) склалася система вжитку посадових рангів. Ще наказом від 16 січня 1919 року в Радянській Росії затверджуються посадові знаки розрізнення РСЧА, генетично не пов'язані з попередніми знаками розрізнення російської імперської армії. Знаки розрізнення Червоного Флоту, як і попередні часів Тимчасового уряду базувалися на комбінації стрічок різної ширини. Вже в 1924 році наказом РВР СРСР № 807 від 20 червня 1924 року затверджені командно-стройові посади, з відповідники знаками розрізнення.
22 вересня 1935 року у СРСР були введені персональні військові звання. Серед інших з'явилося військове звання «капітан-лейтенант». Система військових звань здебільшого збігалася з колишньою системою військових чинів Російської імперії. Званню капітан-лейтенанта, відповідало звання капітана в сухопутних силах та авіації, та старшого політрука військово-політичного складу (до 1942 року).
Згідно з главою 4 наказу про введення персональних військових звань, командний та начальницький склад ВМС отримали знаки розрізнення у вигляді комбінації галунних стрічок різної ширини. Командний склад, військово-політичний та військово-технічний склади мали стрічки жовтого (золотого) кольору, інший начальницький склад білого (срібного) кольору. Колір між стрічками командний склад мав кольору мундиру, начальницький склад кольору служби. Знаками розрізнення капітан-лейтенанта з 1935 року були дві стрічки середнього розміру на рукавах.
З 1940 року знаками розрізнення стали три стрічки (дві середні, вище від яких одна вузька), а з 1943 року ще і погони з одним просвітом і чотирма маленькими п'ятипроменевими зірками (як у капітана).
Ще перед введенням персональних військових звань, відповідні посадові знаки розрізнення (дві стрічки) використовували військовики 6-ї категорії (середній начсклад), що відповідало посаді «командир сектора». Галуни були завширшки 1,30 см. Над галунами розміщувалася п'ятипроменева зірка з красного сукна (діаметром в 4,5 см) з золотою облямівкою. Три стрічки (дві середні вище яких вузька) використовували військовики 7-ї категорії (старший начсклад), що відповідало посаді «командир тральщика»
У 1940 році були введені нові звання для інженерного складу корабельної служби вводяться нові звання, капітан-лейтенанту дорівнював інженер-капітан-лейтенант.
Звання проіснувало до розпаду СРСР у 1991 році і увійшло військову ієрархію більшості держав які утворилися на його уламках.

### Військово-Морські сили України (з1991року)
Збройні сили України які утворилися під час розпаду СРСР, перейняли радянський зразок військових звань, а також радянських знаків розрізнення. За знаки розрізнення капітан-лейтенант мав три стрічки (дві середні стрічки, вище яких одна вузька) на рукаві, а також погони одним просвітом на яких розміщувалося по чотири маленькі п'ятипроменеві зірочки (як у капітана).
5.07.2016 року президент України затверджує «Проєкт однострою та знаки розрізнення Збройних Сил України». В Проєкті серед іншого розглянуті військові звання та знаки розрізнення військовослужбовців. Змінюються знаки розрізнення військовослужбовців, відходячи від радянського зразку.
20.11.2017 виходить наказ Міністерства оборони України № 606 де уточнюються правила носіння і використання однострою військовослужбовцями. Знаками розрізнення капітан-лейтенанта стають три стрічки (дві середні, між якими одна вузька). Знаки розрізнення розміщуються як на рукавах, так і на погонах.

## Сухопутні сили

### Російська імперія
Військовий чин капітан-лейтенанта введено в 1722 році замість чину капітан-поручник. Але на практиці введений до штату військ, та звичний чин, так і залишився в обігу. Чин капітан-лейтенанта отримав недовгочасний и обмежений обіг наприкінці 20-х, початку 30-х років XVIII століття здебільшого у гвардії, та у деяких армійських частинах, розташованих неподалік від столиці. Деякі поодинокі випадки використання цього чину були і пізніше. Так в 1758 році, за часів імператриці Єлизавети Петрівни, до штатів гусарського полку Новосербського корпусу (згідно Табелю про ранги), було введено шість капітан-лейтенантів.

### Французьке королівство
Звання капітан-лейтенант використовувалося в кавалерії Французькій королівській армії за часів Старого порядку.
Найвідомішими були капітан-лейтенанти Королівських мушкетерів, де з 1634 року король був офіційно капітаном, а фактичне керівництво було в руках капітан-лейтенанта. З 1634 року капітан-лейтенантом мушкетерів був Де Тревіль, а з 1665 року капітан-лейтенантом першої роти мушкетерів стає Д'Артаньян який став головним героєм роману Дюма «Три мушкетери». У 1718 році був виданий королівський ордонанс яким встановлювалося, що капітан-лейтенанти рот королівських мушкетерів (як і інших гвардійських рот) дорівнювалися до армійських полковників.